# Tutankham
Tutankham (ツタンカーン Tsutankān?) es un shooter en laberinto de 1982 desarrollado por Konami y lanzado en arcades por Stern en los EE. UU. El juego originalmente se tituló Tutankhamen, pero se descubrió que el nombre completo no cabía en el gabinete de la arcade, por lo que el título se acortó.
Tutankham es uno de los seis juegos elegidos para aparecer en la sesión fotográfica de la revista LIFE que se llevó a cabo en Twin Galaxies el 7 de noviembre de 1982, y que contó con los titulares de discos de videojuegos de la era de 1982, se reunieron para una fotografía de grupo. El campeón de Tutankham en la foto es Mark Robichek de Mountain View, California.

## Jugabilidad
Asumiendo el papel de un explorador de tumbas robando la tumba de Tutankamón mientras exploraba docenas de habitaciones, el jugador es perseguido por criaturas como aspis, buitres, loros, murciélagos, dragones e incluso maldiciones, todo lo que mata al jugador en contacto. El explorador puede defenderse disparando láseres a las criaturas, pero solo puede cubrir las direcciones izquierda y derecha. El jugador también está dotado de una "bomba flash" para limpiar la pantalla por habitación o por vida. Finalmente, cada habitación tiene zonas de deformación que teletransportan al jugador en la sala, que los enemigos no pueden usar.
Para progresar, el jugador recoge las llaves y abre las puertas cerradas en todas las habitaciones, buscando la puerta de salida grande. Los tesoros opcionales se pueden recoger para obtener puntos de bonificación. Cada habitación tiene un temporizador; cuando llega a cero, el explorador ya no puede disparar láseres, y una vez que se borra una sala, el tiempo restante se convierte en puntos de bonificación.

## Puertos
Tutankham fue portado a Atari 2600, ColecoVision, Intellivision y VIC-20. Las versiones para Odyssey², TI-99/4A, y la familia Atari de 8 bits fueron desarrolladas por Parker Brothers en 1983, pero no se publicaron, sin embargo, un puerto ti99/4a no relacionado, basado en el puerto ColecoVision, está en desarrollo.

## Legado
Tutankham está incluido en la serie Konami Classics Series: Arcade Hits para la Nintendo DS (renombrada a Horror Maze).
Time Bandit, para Atari ST y otros sistemas, fue fuertemente inspirado por Tutankham.

### Clones
- King Tut's Tomb (Atari 8-bit)[8]
- Key Quest (VIC-20, 1983)
- Cuthbert Enters the Tombs (Commodore 64, 1984)
- The Touchstone (Tandy Color Computer, 1984)[9]
- Lord of the Orbs (Atari 8-bit, 1985)[10]
- DungeonLords (Atari 8-bit, 1988)[11]